# Quèstia
La quèstia (également questa ou encore quístia) était un impôt andorran traditionnel.

## Histoire
La quèstia a été instituée à la suite de la signature du premier paréage d'Andorre en 1278, partageant la souveraineté d'Andorre entre l'évêque d'Urgell et le comte de Foix qui deviennent coprinces d'Andorre. En retour de la protection des deux coprinces, les andorrans doivent payer cet impôt. La quèstia était versée alternativement au coprince épiscopal les années paires et au coprince français les années impaires.
La quèstia  disparaît lors de l'entrée en vigueur de la Constitution d'Andorre en 1993,. De ce fait, le dernier paiement au coprince français (François Mitterrand) a eu lieu à Paris le 26 novembre 1991. Le dernier versement au coprince épiscopal (Joan Martí i Alanis) à quant à lui eu lieu à La Seu d'Urgell le 12 novembre 1992.
Ainsi, cet impôt fut versé par l'Andorre pendant près de sept siècles. Le versement au coprince français fut néanmoins interrompu en 1793 à la suite de la Révolution française. Le Commissaire de la République de l’Ariège, dans une logique d'abolition des droits féodaux, refuse de percevoir la quèstia. Cet état persistera jusqu'au 27 mars 1806 date à laquelle à la demande des andorrans un décret napoléonien rétablira la situation antérieure,.

## Montant et modalités de collecte
Le montant de la quèstia a évolué au cours du temps. Le comte de Foix avait théoriquement la possibilité de réévaluer tous les deux ans le montant de sa part, tandis que celle de l'évêque était fixe,. Néanmoins la part comtale fut fixée en 1462 à 1000 florins tandis que celle de l'évêque était de 4000 sous. Cependant, ces chiffres furent amenés à se modifier en raison d'ajustements monétaires. Au moment du décret napoléonien de 1806, ce montant était de 960 francs pour le coprince français.
Le dernier versement au coprince épiscopal en 1992 fut de 900 pesetas. Le dernier versement au coprince français en 1991 a été quant à lui de 1 900 francs.